# Cibakháza
Cibakháza è un comune dell'Ungheria di 4.625 abitanti (dati 2007). È situato nella contea di Jász-Nagykun-Szolnok.